# Visvliet
Visvliet – miejscowość w Holandii, w gminie Zuidhorn, prowincji Groningen przy granicy z Fryzją. W 2008 roku miejscowość liczyła 367 mieszkańców.